# Спирс, Кен
Чарльз Кеннет «Кен» Спирс (англ. Charles Kenneth "Ken" Spears; 12 марта 1938, Калифорния — 6 ноября 2020, Брея, Калифорния) — американский аниматор, сценарист, телепродюсер и звуковой монтажёр. Он был наиболее известен как сосоздатель франшизы «Скуби-Ду» вместе с Джо Руби. В 1977 году они стали сооснователями компании по производству телеанимации Ruby-Spears Productions.

## Биография
Спирс родился 12 марта 1938 года в Лос-Анджелесе, но также вырос в Нью-Йорке. Его мать, Эдна (урожденная Грейвер), умерла через месяц после его рождения, в то время как его отец, Гарри Спирс, работал радиоведущим и продюсером, прежде чем заняться недвижимостью. Спирс подружился с сыном анимационного продюсера Уильяма Ханны, когда учился в средней школе в Калифорнии.
Став взрослым, вскоре после ухода из ВМС США, Ханна нанял Спирса в качестве звукового монтажёра в Hanna-Barbera Productions в 1959 году. Он познакомился с Джо Руби, также бывшим военно-морским офицером, в отделе редактирования студии, и двое мужчин начали сотрудничество в качестве сценаристов. Спирс и Руби написали гэги и сценарии для нескольких анимационных и телевизионных программ в прямом эфире, как внештатных, так и штатных сценаристов для Ханны- Барбера, Сид и Марти Кроффт, телевизионные постановки и предприятия Депати-Фреленг.
Для Ханны-Барберы Спирс и Руби создали франшизу «Скуби-Ду» и её главных героев: Фреда Джонса, Дафну Блейк, Велму Динкли, Шэгги Роджерса и одноимённого заглавного персонажа. Первая серия, «Скуби-Ду, где ты!», дебютировала на канале CBS в сентябре 1969 года. После того, как Фред Сильверман, тогдашний руководитель дневных программ на канале CBS, пришел к выводу, что примерно после 15 черновиков звездой проекта стал датский дог, Спирс и Руби перепробовали несколько идей, прежде чем остановиться на трусливом псе, который разгадывает тайны. Для H-B они также создали Dynomutt, Dog Wonder, Captain Caveman и Teen Angels, и Jabberjaw, среди других программ. В DePatie-Freleng они создали The Barkleys и The Houndcats. В начале 1970-х годов Сильверман нанял Спирса и Руби для надзора за производством линейки мультфильмов Saturday morning на канале CBS, должность, которую они заняли на ABC, когда Сильверман перешел на эту сеть.
Желая создать конкуренцию Ханне-Барбере, ABC создала собственную студию Ruby and Spears в 1977 году как дочернюю компанию Filmways. Для Saturday morning компания Ruby-Spears Productions выпустила ещё несколько анимационных сериалов, среди которых «Клыкастое лицо» (снова группа подростков, но с участием оборотня), Комедия «Час приключений пластикового человека», «Тандарр-варвар», «Субботний суперкад», «Мистер Ти», «Элвин и бурундуки» и "Супермен,среди прочих. Ruby-Spears была куплена материнской компанией Ханны-Барберы, Taft Entertainment, в 1981 году, а её бэк-каталог был продан вместе с библиотекой и студией Ханны-Барберы в 1991 году Turner Broadcasting. Поэтому текущие переиздания шоу Руби-Спирс на DVD и цифровых платформах защищены авторским правом Hanna-Barbera Productions.
Спирс умер от осложнений, вызванных деменцией с тельцами Леви, в своем доме в Бреа, штат Калифорния, 6 ноября 2020 года в возрасте 82 лет. До своей смерти он продолжал работать с Руби над производством и разработкой мультсериалов вплоть до смерти Руби 26 августа 2020 года. Руби находился в хосписе в течение двух лет до своей смерти. Неизвестно, как часто они работали вместе за эти два года.